# Römerroute
Die Römerroute war ein 315 km langer Radfernweg in Nordrhein-Westfalen und wurde 1993 eröffnet. Er führte bis Frühjahr 2013 von Xanten am Niederrhein entlang der Lippe (Lippia) bis zum Hermannsdenkmal bei Detmold und versuchte so den Weg der an der Varusschlacht beteiligten römischen Legionen nachzuzeichnen (obgleich die Schlacht nach neuesten Erkenntnissen nicht bei Detmold stattgefunden hat). Hierin begründet sich auch die Bezeichnung Römerroute. Im Frühjahr 2013 löste die neue Römer-Lippe-Route die Römerroute ab.

## Streckenverlauf
Die Römerroute verlief in weiten Teilen entlang der Lippe und einer ehemaligen Heeresstraße der Römer, die von 12 v. Chr. bis 16 n. Chr. zur Sicherung der Lippe als Schifffahrtsstraße und zur Eroberung des rechtsrheinischen Germanien dienen sollte. Ausgangspunkt war das in der Provinz Germania inferior gelegene Legionslager Vetera bei Xanten, weitere Lager entlang der Route konnten in Anreppen (Römerlager Anreppen), Holsterhausen (Römerlager Holsterhausen), Haltern am See (LWL-Römermuseum), Olfen (Römerlager Olfen) und Bergkamen-Oberaden (Römerlager Oberaden) nachgewiesen werden.
Ausgeschildert wurde die Route durch einen grünen Helm (Galea) auf einem meist sechseckigen Schild; ein grüner Pfeil wies von Xanten nach Detmold, ein roter in die entgegengesetzte Richtung. Geringe Steigungen und leicht zu fahrende Wege machten die Route familienfreundlich; bedeutende Sehenswürdigkeiten, historische Ortskerne, Museen sowie Thermal- und Spaßbäder und andere Freizeiteinrichtungen am Wegrand machten die Route nicht nur landschaftlich interessant.

## Orte an der Strecke
Von West nach Ost verband die Römerroute die Städte und Gemeinden Xanten – Wesel – Hünxe – Schermbeck – Dorsten – Haltern am See – Olfen – Selm – Lünen – Bergkamen – Werne – Hamm – Welver – Lippborg – Herzfeld – Lippstadt – Delbrück – Paderborn – Bad Lippspringe – Schlangen – Horn-Bad Meinberg – Detmold.

## Radwanderkarten
- Römerroute – Von Xanten bis Detmold auf den Spuren der Römer. 1:50.000, BVA Bielefelder Verlagsanstalt, ISBN 978-3-87073-120-5.
- Römer-Lippe-Route. Wassererlebnis und Römerkultur zwischen Detmold und Xanten, ADFC-Kompaktspiralo 1:50.000, BVA Bielefelder Verlag 2013, ISBN 978-3-87073-584-5
- RÖMERROUTE, 1:50.000, Publicpress-Verlag, ISBN 978-3-89920-193-2.